# Хальвер
Хальвер (нем. Halver) — город в Германии, в земле Северный Рейн-Вестфалия.
Подчинён административному округу Арнсберг. Входит в состав района Меркиш. Население составляет 16 717 человек (на 31 декабря 2010 года). Занимает площадь 77,37 км². Официальный код — 05 9 62 012.
| Год  | Население |
| ---- | --------- |
| 1995 | 17 015    |
| 2000 | 17 537    |
| 2005 | 17 593    |
| 2010 | 16 934    |

## Фотографии

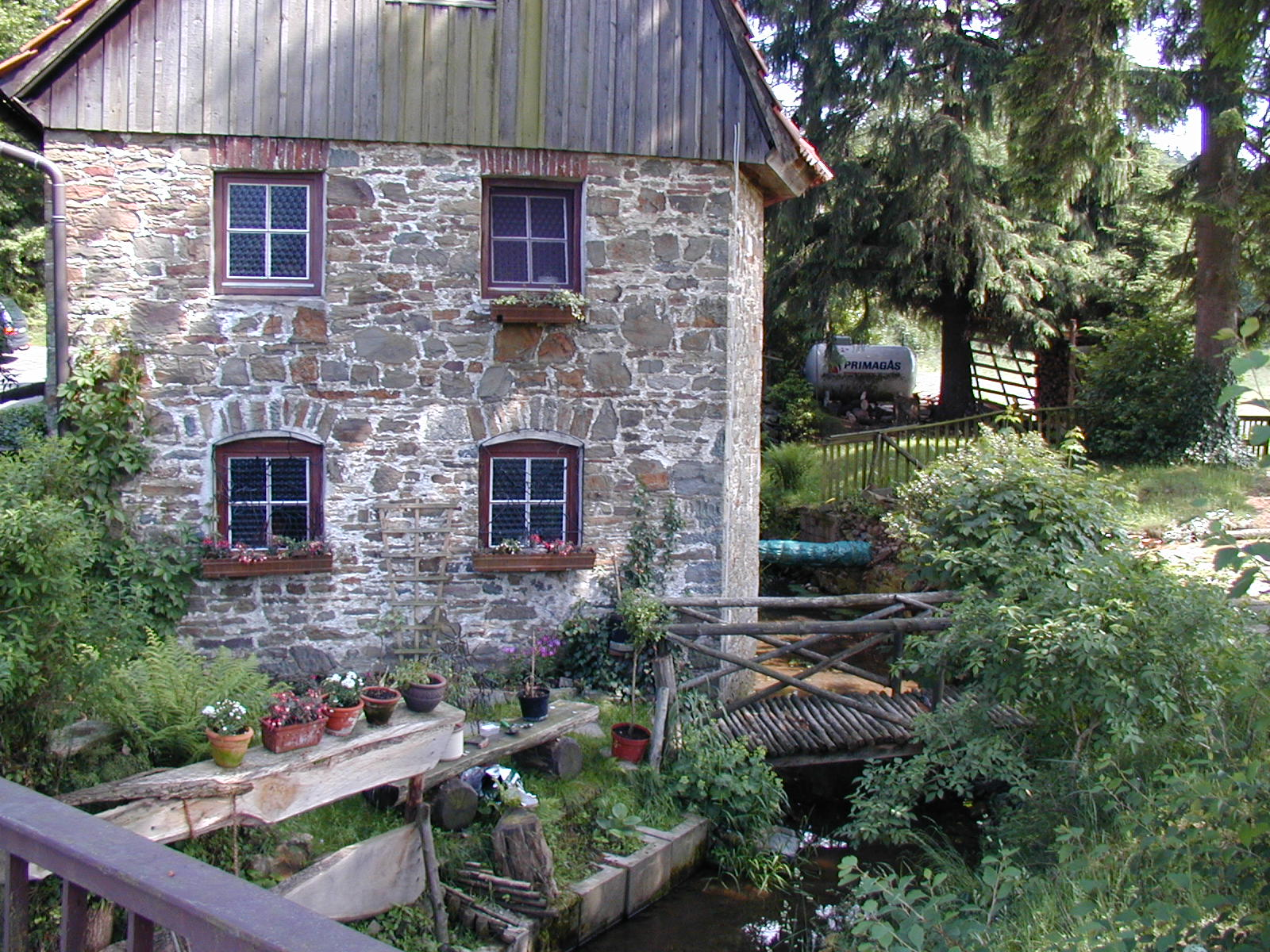